# Agosta-klassen
Agosta-klassen er en klasse af konventionelle angrebsubåde produceret i Frankrig, og brug i Armada Española og den pakistanske flåde. Ubådene blev tidligere benyttet af Marine Nationale, men er nu udfaset. En moderniseret version blev bygget til Pakistan, benævnt Agosta 90B og kan udstyres med MESMA-systemet, som er et luftuafhængigt fremdrivningssystem. Oprindeligt var 2 ubåde bygget til Sydafrika, men på grund af våbenembargoen solgt til Pakistan i stedet. De spanske ubåde af typen er stadig i tjeneste, men skal erstattes af den nye S80-klasse omkring 2013-14.

## Varianter
Agosta 90B, også kaldet Khalid-klassen, er en moderniseret version af Agosta-klassen bygget for den pakistanske flåde. Forskellige modifikationer giver ubådene en lavere akustisk signatur, forbedret dykkeevne og rækkevidde. Desuden giver øget automatisering at besætningen kan formindskes fra 54 til 36 mand. Ubåden kan medbringe op til 16 torpedoer og Exocet SM.39 SSM SM.39-missilet blev testaffyret fra en Khalid-klasse i 2001.

## Skibe i klassen
| Pnt.                | Navn            | Indgået         | Skæbne                                                          | Kaldesignal     |                 |                 |                 |
| Franske enheder     | Franske enheder | Franske enheder | Franske enheder                                                 | Franske enheder | Franske enheder | Franske enheder | Franske enheder |
| ------------------- | --------------- | --------------- | --------------------------------------------------------------- | --------------- | --------------- | --------------- | --------------- |
| S620                | Agosta          | 1977            | Udfaset 1997 og skroget er senere brugt til trykprøver i Toulon | -               |                 |                 |                 |
| S621                | Bévéziers       | 1977            | Udfaset 1998                                                    | -               |                 |                 |                 |
| S622                | La Praya        | 1978            | Udfaset i 2000                                                  | FALA            |                 |                 |                 |
| S623                | Ouessant        | 1978            | Overført til Malaysia i 2001                                    | FAUS            |                 |                 |                 |
| Spanske enheder     |                 |                 |                                                                 |                 |                 |                 |                 |
| S71                 | Galerna         | 1983            | I tjeneste                                                      | EBCX            |                 |                 |                 |
| S72                 | Siroco-         | 1983            | I tjeneste                                                      | EBCY            |                 |                 |                 |
| S73                 | Mistral         | 1985            | I tjeneste                                                      | EBCW            |                 |                 |                 |
| S74                 | Tramontana      | 1985            | I tjeneste                                                      | EBCW            |                 |                 |                 |
| Pakistanske enheder |                 |                 |                                                                 |                 |                 |                 |                 |
| S135                | Hashmat         | 1979            | I tjeneste                                                      | -               |                 |                 |                 |
| S136                | Hurmat          | 1980            | I tjeneste                                                      | -               |                 |                 |                 |
| S137                | Khalid (90B)    | 1999            | I tjeneste                                                      | -               |                 |                 |                 |
| S138                | Saad (90B)      | 2002            | I tjeneste                                                      | -               |                 |                 |                 |
| S139                | Hamza (90B)     | 2006            | I tjeneste                                                      | -               |                 |                 |                 |

## Eksterne links
- Naval Technology: Agosta 90B (engelsk)
- Pakistani Military Consortium (engelsk)